# Edmond Godfried van Bocholtz
Edmond Godfried van Bocholtz (Luik, 13 mei 1615 - Maastricht?, 26 oktober 1690) was een ridder van de Duitse Orde. Van 1658 tot aan zijn dood was hij landcommandeur van de balije Biesen, waarbij hij afwisselend resideerde in Alden Biesen (in de huidige Belgisch-Limburgse gemeente Bilzen) en in Nieuwen Biesen (in Maastricht). Zijn voornaamste verdiensten voor de balije Biesen waren de recuperatie van de commanderij Gemert en de verwerving van de heerlijkheid Diepenbeek. Zijn aanzienlijke nalatenschap bestaat uit schilderijen, kunstvoorwerpen en onroerend erfgoed.

## Biografie

### Afkomst en familieachtergrond
Edmond Godfried van Bocholtz stamde uit de adellijke familie Bocholtz, oorspronkelijk afkomstig uit Opper-Gelre (Huis Bocholt in Lobberich). In de 16e eeuw bekleedden verschillende leden van deze familie vooraanstaande geestelijke functies, onder andere als abten van Corvey en Mönchengladbach, kanunniken van belangrijke kapittels en ridders van de Duitse Orde. De familie was nauw gelieerd aan onder anderen de Maaslandse families Van Hoensbroeck, Huyn en Cortenbach.

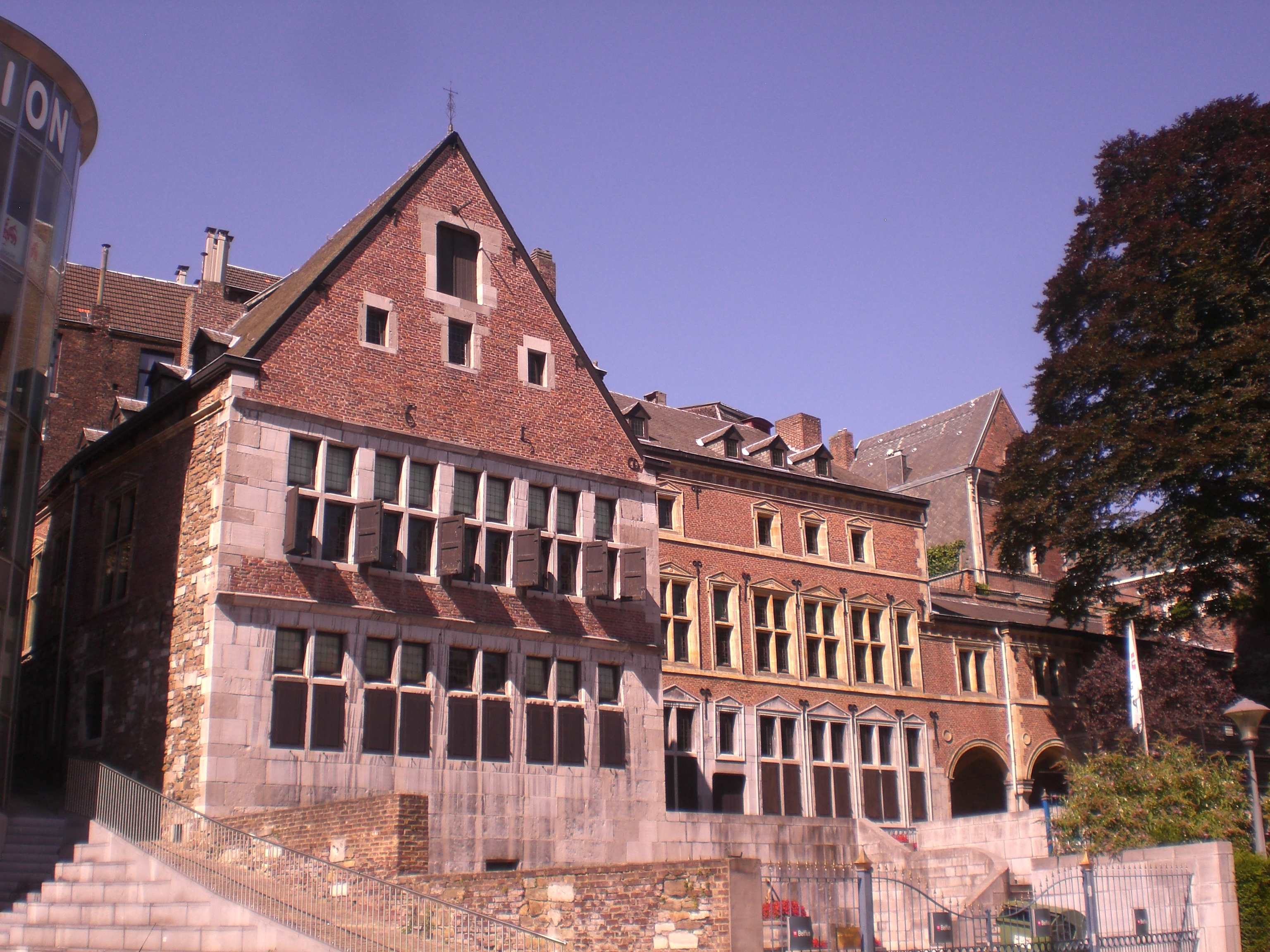
Hôtel de Bocholtz in Luik

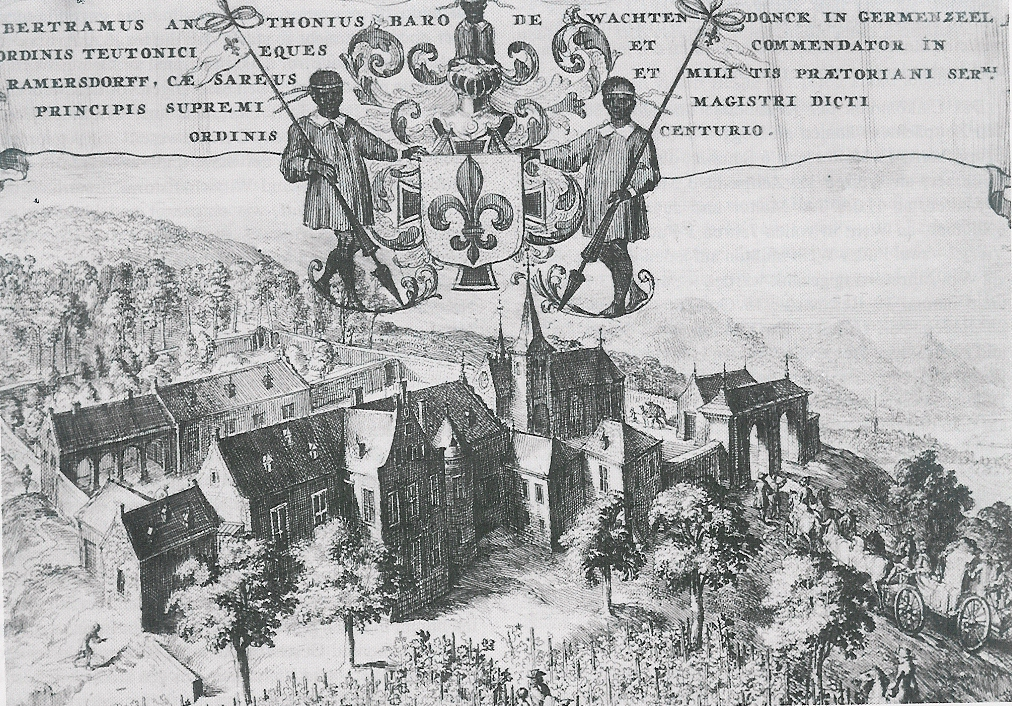
Commanderij Ramersdorf
(R. de Hooghe, ca. 1700)

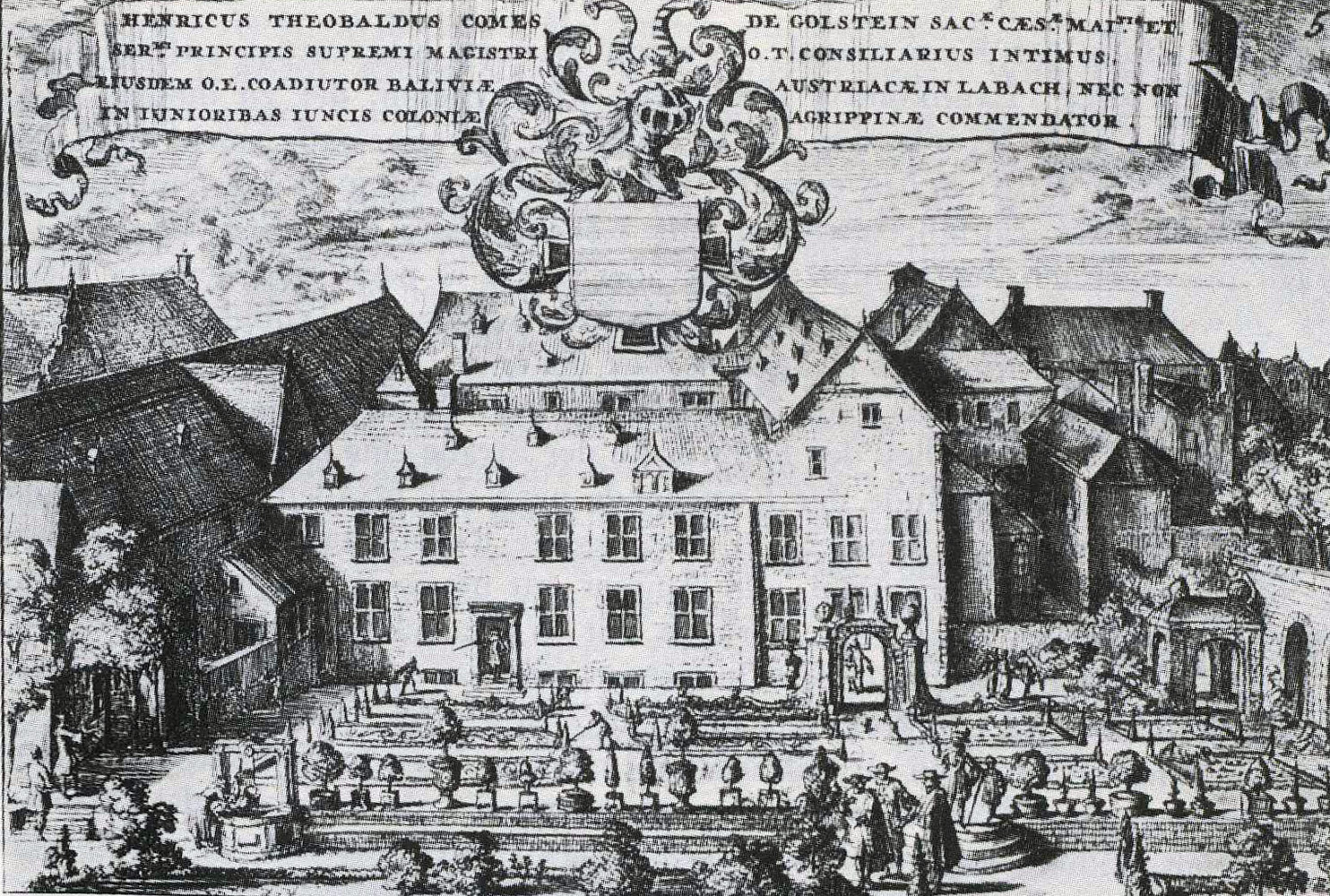
Commanderij Jungen Biesen (R. de Hooghe, ca. 1700)

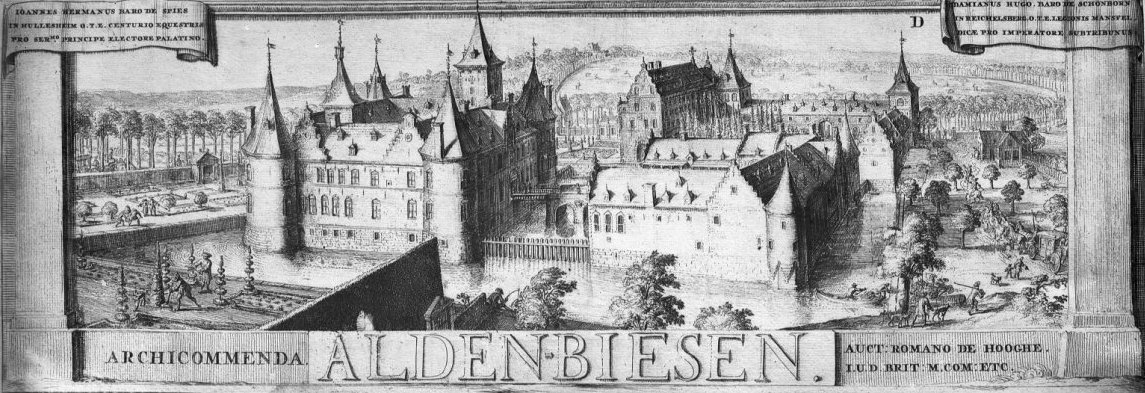
Commanderij Alden Biesen (R. de Hooghe, ca. 1700)

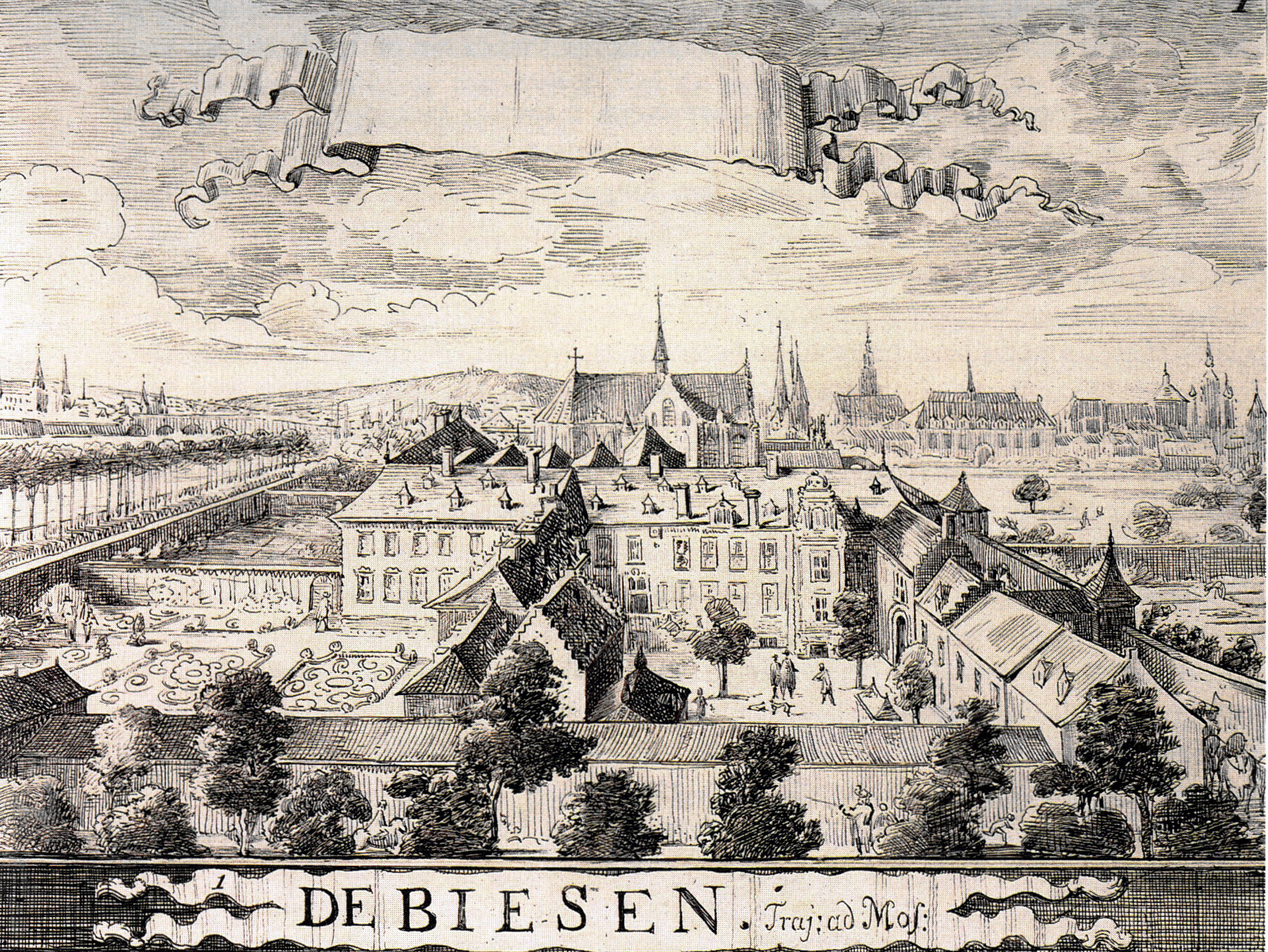
Commanderij Nieuwen Biesen (R. de Hooghe, ca. 1700)

Edmond van Bocholtz werd in 1615 geboren in het stadspaleis van de familie in Luik, het Hôtel de Bocholtz.  Hij was de vierde zoon van Godfried van Bocholtz (ca. 1570–1638), hoogmeier van Luik en lid van de Conseil Privé van prins-bisschop Ferdinand van Beieren, en diens tweede echtgenote, Margaretha van Groesbeek (ca. 1580–1662). Margaretha was de erfdochter van Dirk van Groesbeek, Heer van Oreye en gouverneur van Hoei, en van Cecilia van Rougrave. daarmee was zij een nicht van de broers Gerard, bisschop van Luik, Willem, commandeur van Gruitrode, en  Zeger, Heer van Lanoy, Corvey etc..
Van de acht zonen uit dit huwelijk werden er zes kanunnik, waarvan drie te Luik; alle vijf dochters werden kloosterling. Een oom, Arnold van Bocholtz, proost van het Sint-Lambertuskapittel van 1619 tot 1632, hielp de diverse neven en nichten aan begerenswaardige posities binnen diverse kapittels en stiften. Rond 1630 raakte de vader van Edmond betrokken in de strijd tussen de Chiroux en Grignoux in Luik, waardoor hij in 1631 zijn ambt moest neerleggen en in 1633 moest vluchten wegens dreigende gevangenneming.

### Jeugd en opleiding
Van 1620 tot 1626 volgde Edmond basisonderwijs aan de privéschool van kanunnik Constantijn van Laureten in Kortessem. Daarna studeerde hij aan het jezuïetencollege in Münster, waar hij bij zijn oudste broer Ferdinand woonde, die daar kanunnik was. In 1630 werd hij, nauwelijks vijftien jaar oud, als kanunnik opgenomen in het Onze-Lieve-Vrouwekapittel van Tongeren. Dit gebeurde op voorspraak van de eerder genoemde oom Arnold van Bocholtz, die ook in Tongeren proost was. Mogelijk was hij in deze periode tevens kanunnik in Maagdenburg. Nog geen twee jaar later stelde hij zijn prebende in Tongeren weer beschikbaar; blijkbaar had hij het er niet naar zijn zin of wilde hij hogerop.

### Intrede bij de Duitse Orde
In 1634 diende zijn vader bij de balije Biesen van de Duitse Orde de ahnentafel (adellijke kwartierstaat) van zijn zoon Edmond Godfried in, een voorwaarde om te worden toegelaten tot deze ridderorde. Aangezien hij voldeed aan de voorwaarde van ten minste acht adellijke voorouders, werd hij op 3 maart 1634 op proef aanvaard, hoewel hij officieel nog zes jaar te jong was. Op 3 juli 1635 werd hij officieel orderidder, de eerste opneming onder de kersverse landcommandeur Godfried Huyn van Geleen. Daarna volgde meestal de verplichte krijgsdienst, die drie jaar duurde en werd uitgediend in de strijd tegen de Ottomanen, maar van Edmond van Bocholtz zijn hierover geen details bekend. Feit is, dat hij vanaf 1636 enige tijd de administratieve functie van 'scheffener' (een soort rentmeester) binnen de balije Biesen bekleedde.

### Commandeursposten en opkomst
Op 28 augustus 1638 werd hij drieëntwintig jaar oud door het balijekapittel benoemd tot 'stadhouder' van de commanderij Ramersdorf nabij Bonn. Vijf jaar later werd hij daar volwaardig commandeur. Ramersdorf was de minst prestigieuze commanderij binnen de balije Biesen; een post die meestal aan beginnende orderidders werd toebedeeld. Op 2 september 1649 werd hij benoemd tot commandeur van de veel rijkere commanderij Jungen Biesen, waarna hij Bonn voor Keulen verruilde. Ramersdorf bleef vacant, maar Van Bocholtz hield vanuit Keulen een oogje in het zeil. Hij poogde tevens de inkomsten van het Keulse ordehuis te verbeteren door de aankoop of hernieuwde ingebruikname van enkele hoeves en molens.

### Landcommandeur van Biesen
Toen landcommandeur Godfried Huyn van Geleen in de zomer van 1657 ziek te bed lag (hij overleed op 27 augustus), was Van Bocholtz een van de voornaamste kandidaten om hem op te volgen. Op 19 september van dat jaar werd hij door grootmeester Leopold Willem van Oostenrijk aangewezen als landcommandeur van de balije Biesen; de officiële benoeming volgde op 10 april 1658. Dit gebeurde te midden van het slepende conflict met de Staten-Generaal der Verenigde Nederlanden over de commanderij Gemert. Het conflict werd in 1662 in het voordeel van de orde beslecht, een overwinning die Van Bocholtz veel waardering opleverde. Geleidelijk verbeterde hij de financiële positie van de balije, die onder zijn voorganger deplorabel was. Dat deed hij onder meer door enige tijd geen nieuwe ridders aan te nemen en jonge ridders hun dienstplicht op eigen kosten te laten vervullen. De inkomsten van de commanderijen Ramersdorf en Sint-Pieters-Voeren vloeiden voortaan direct naar de balijekas. In 1665 bleken de schulden nauwelijks verminderd, waarna meer maatregelen volgden.
De ambitieuze aankoop van de heerlijkheid Diepenbeek (1663/1678), onder andere gefinancierd door de verkoop van bezittingen in Vught en Den Bosch, was te midden van deze bezuinigingen controversieel. De poging om het muntrecht van de commanderij van Gruitrode op de landcommanderij te laten overgaan, moet gezien worden als een poging om zijn persoonlijke aanzien te verhogen. Die poging mislukte, maar in 1663 liet hij een zogenaamde Gruitrodense 'genadepenning' slaan, met daarop zijn naam, titels en familiewapen. Onder zijn bewind vonden 26 balijekapittels plaats, gemiddeld iets minder dan eenmaal per jaar, meestal gehouden te Alden Biesen of Nieuwen Biesen. Deze commanderijen, waar hij ook zelf meestal verbleef, kregen een nieuwe, luxueuze inrichting, passend bij zijn stand en de hofhouding die hij wenste te voeren.

### Interne oppositie en Otto von Rochow

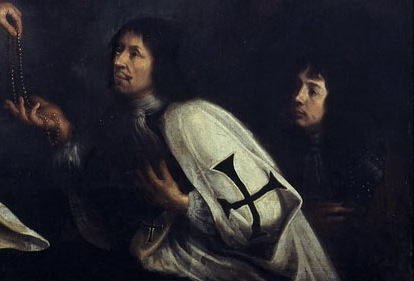
Detail schilderij met Edmond van Bocholtz (midden) en Otto von Rochow, Alden Biesen

In 1668 constateerde een visitatiecommissie dat Van Bocholtz binnen zijn balije met hevige oppositie te maken had, die al in 1663, mogelijk al eerder begonnen was. Tot die oppositie behoorden Johan van Bilandt (commandeur van Gruitrode), Wilhelm von Neuhoff (commandeur van Siersdorf), en waarschijnlijk ook Johann von Lützerode (van Jungen Biesen) en Gaspar Schenck von Nideggen (van Ordingen). Het verzet richtte zich tegen het financiële beleid van de landcommandeur en diens nepotisme ten aanzien van familieleden. Ook zijn praalzucht en zijn uitgebreide hofhouding waren sommigen een doorn in het oog.
De meeste kritiek was gericht tegen een beschermeling van Van Bocholtz, de jonge Otto Maximilian von Rochow (1643?-1679). Deze Von Rochow (of Rochau) was een zogenaamde bekeerling, die zich in 1659 van het protestantisme had afgewend en katholiek was geworden. Bij zijn doop in 1661 verving hij zijn tweede voornaam door Edmond, daarmee zijn dooppeter erend. Het is niet duidelijk wat de relatie tussen deze twee precies behelsde, maar zeker is dat deze intens was. In 1663 richtte de landcommandeur met het oog op Von Rochow een bekeerlingenstichting op, met een kapitaal van 11.000 rijksdaalders. Dit geld was afkomstig uit de erfenis van Van Bocholtz' moeder, die in 1662 op tachtigjarige leeftijd was overleden.
Ondanks de bemoeienissen van de landcommandeur om Von Rochow een carrière als orderidder te laten doorlopen, werd deze nooit geprofest. In 1668 werd hij maarschalk van de balije Biesen, een speciaal voor hem gecreëerde erfelijke titel. Bij de Maastrichtse zilversmid Hendrik Stokx liet Van Bocholtz voor hem een medaille vervaardigen, afgezet met robijnen, turkooizen en diamanten. Op een religieus schilderij in de landcommanderij Alden Biesen is Otto von Rochow knielend achter Edmond van Bocholtz afgebeeld. In 1677 raakten de twee met elkaar verwant, toen Von Rochow in het huwelijk trad met Maria Francisca de Lamargelle, Van Bocholtz' nichtje en petekind! Zij was de dochter van Arnold de Lamargelle, bouwheer van kasteel Eijsden, stadhouder en drossaard van Limburg en Daelhem
, en Margaretha van Bocholtz, zus van de landcommandeur. In juni 1679 werd een zoon geboren, Ferdinand Edmond von Rochow. Een maand later overleed de vader, 36 jaar oud. Hij werd begraven in de kapel van Alden Biesen, vlak bij de katheder van de landcommandeur.

### Adviesrollen en overlijden
Edmond van Bocholtz was kamerheer en raadgever van keizer Leopold I en van de grootmeesters Leopold Willem van Oostenrijk (tevens landvoogd der Zuidelijke Nederlanden) en Johann Caspar von Ampringen (tevens stadhouder van Silezië). Tijdens het tweejarige bewind van Karel Jozef van Oostenrijk (1649-1664) vormde Van Bocholtz met Ampringen en Augustijn van Liechtenstein een driekoppig regentschap, dat de orde namens de zeer jonge en ziekelijke grootmeester bestuurde. In het laatste decennium van zijn ambtsperiode was hij onder meer raadgever van de Luikse schepenen en commissaris-deciseur namens Luik van het tweeherige Maastricht.
Van Bocholtz overleed op 75-jarige leeftijd, waarschijnlijk op de commanderij Nieuwen Biesen te Maastricht en werd in de kerk van de landcommanderij te Bilzen begraven, tegenwoordig Onze-Lieve-Vrouw-Geboortekerk van Alden Biesen genoemd. Zijn opvolger als landcommandeur van Biesen was Hendrik van Wassenaar Warmond.

## Nalatenschap

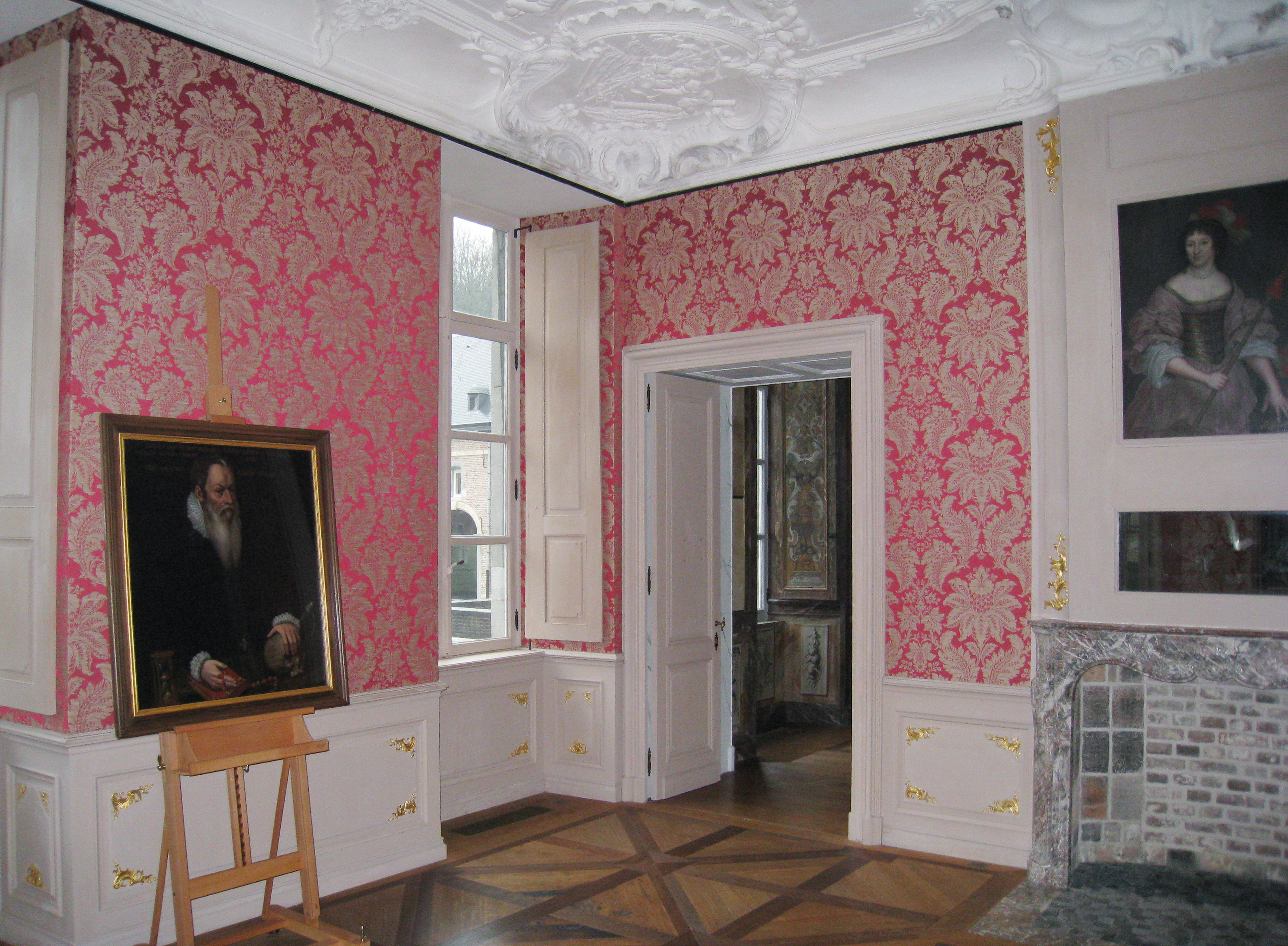
In opdracht van Van Bocholtz door Moretti gedecoreerde salon in Alden Biesen

Al vanaf zijn 21e was Von Bocholtz, aanvankelijk in de functie van 'scheffener', actief betrokken bij de bouw van een groot aantal ordegebouwen. Al deze gebouwen werden voorzien van opschriften en wapens, zodat aan eenieder duidelijk was wie de opdrachtgever was geweest.
Al in 1637 liet hij boven de deur van de sacristie van de Ordekapel in Alden Biesen zijn initialen aanbrengen. Als scheffener was hij medeverantwoordelijk voor de afbouw van de kerk. Ook was hij op Alden Biesen verantwoordelijk voor de bouw van het wachters- of trompettersgebouw en de vergroting van de naastgelegen toegangspoort. Verder liet hij diverse salons herinrichten, zowel in Bilzen als Maastricht, onder meer met sierstucwerk van ene Moretti, mogelijk een voorouder van de 18e-eeuwse stukadoor en architect Joseph Moretti.
|                                                                                |  |  |
| Religieus schilderij in Alden Biesen en barokke monstrans in het Grand Curtius |  |  |

De landcommanderij bezit meerdere schilderijen van de 17e-eeuwse Luikse schilder Walthère Damery, die alle in opdracht van Van Bocholtz vervaardigd zijn. Daaronder bevinden zich een achttal allegorische schilderingen voor een van de salons, een levensgroot portret van hemzelf in harnas en het eerder genoemde religieuze schilderij met een voorstelling van de heilige Dominicus, die van Maria de rozenkrans ontvangt en deze vervolgens aanreikt aan de landcommandeur. Dit laatste schilderij was oorspronkelijk bedoeld voor het hoofdaltaar van de Sint-Mauritiuskerk in Bilzen, de grafkerk van de familie Bocholtz.
In 1658 werd in zijn opdracht de nieuwe pastorie van de Sint-Laurentiuskerk in Overrepen gebouwd, in 1666 uitgebreid met onder andere een tiendschuur. Het wapenbord van Van Bocholtz bevindt zich nog in de kerk. In 1661 werd op zijn initiatief het oude refugiehuis van de balije in de Hasseltsestraat in Tongeren vervangen door een nieuw gebouw in de Moerenstraat. Eveneens in 1661 liet hij de kapel van Helshoven (bij Borgloon) herbouwen. Zijn wapenschild is boven de toegangsdeur aangebracht. In 1674 verrees naast de kapel een kluizenarij, maar het is niet duidelijk of deze ook door Van Bocholtz werd gefinancierd.
In het museum Grand Curtius in Luik bevindt zich een verguld zilveren monstrans uit 1663, door de zilversmid François Knaeps in opdracht van Van Bocholtz vervaardigd voor de Sint-Antoniuskerk van het Luikse Minderbroedersklooster. Het kostbare voorwerp bevat een inscriptie met wapenschild, dat verwijst naar de schenker. Een door Van Bocholtz geschonken verguld zilveren reliekhouder uit 1680 met een relikwie van de heilige Elisabeth van Thüringen behoort tot de inventaris van de Ordekerk te Alden Biesen (tegenwoordig Onze-Lieve-Vrouw-Geboortekerk). In datzelfde jaar, een jaar na de dood van zijn vriend Otto von Rochow, liet hij in de kapel van Alden Biesen een fraai gebeeldhouwde grafzerk plaatsen met daarop een uitgebreid grafschrift.
In 1667 verwierf Van Bocholtz de Hoeve Overhuizen (of Oberhausen) in het dorp Bocholtz (geen relatie met de familie Bocholtz), waarvan de opbrengsten ten goede kwamen aan zijn bekeerlingenstichting, met name aan Von Rochow. Diens weduwe en nakomelingen bewoonden de hoeve tot in de 19e eeuw. Begin 18e eeuw is de hoeve grotendeels herbouwd. Op het fronton boven de toegangspoort zijn de familiewapens van Bocholtz, Rochow en De Lamargelle aangebracht.
In 1681 liet Van Bocholtz op Slavante, een deel van de Sint-Pietersberg te Maastricht, naast het daar gelegen Observantenklooster een barokke kapel optrekken, de Sint-Antoniuskapel. De kapel werd gesticht ter nagedachtenis van de op zevenjarige leeftijd overleden Isabella Godefrida van Hoensbroeck, vermoedelijk een nichtje van de stichter. Boven de toegang bevindt zich een jaarsteen met het jaartal 1681 en een wapensteen met het gevierendeelde wapen van de landcommandeur, met in het eerste en vierde kwartier het Deutschordenskreuz, het wapen van de Duitse Ridders, en in het tweede en derde kwartier de drie luipaardenkoppen van het familiewapen Bocholtz.
In het Bonner stadsdeel Ramersdorf staat aan de toegangsweg tot de commanderij een 17e-eeuws wegkruis, dat ter plaatse bekend staat als Kommendekreuz. Op het kruis is het wapen van Van Bocholtz afgebeeld en een tekst die verwijst naar zijn positie als landcommandeur.

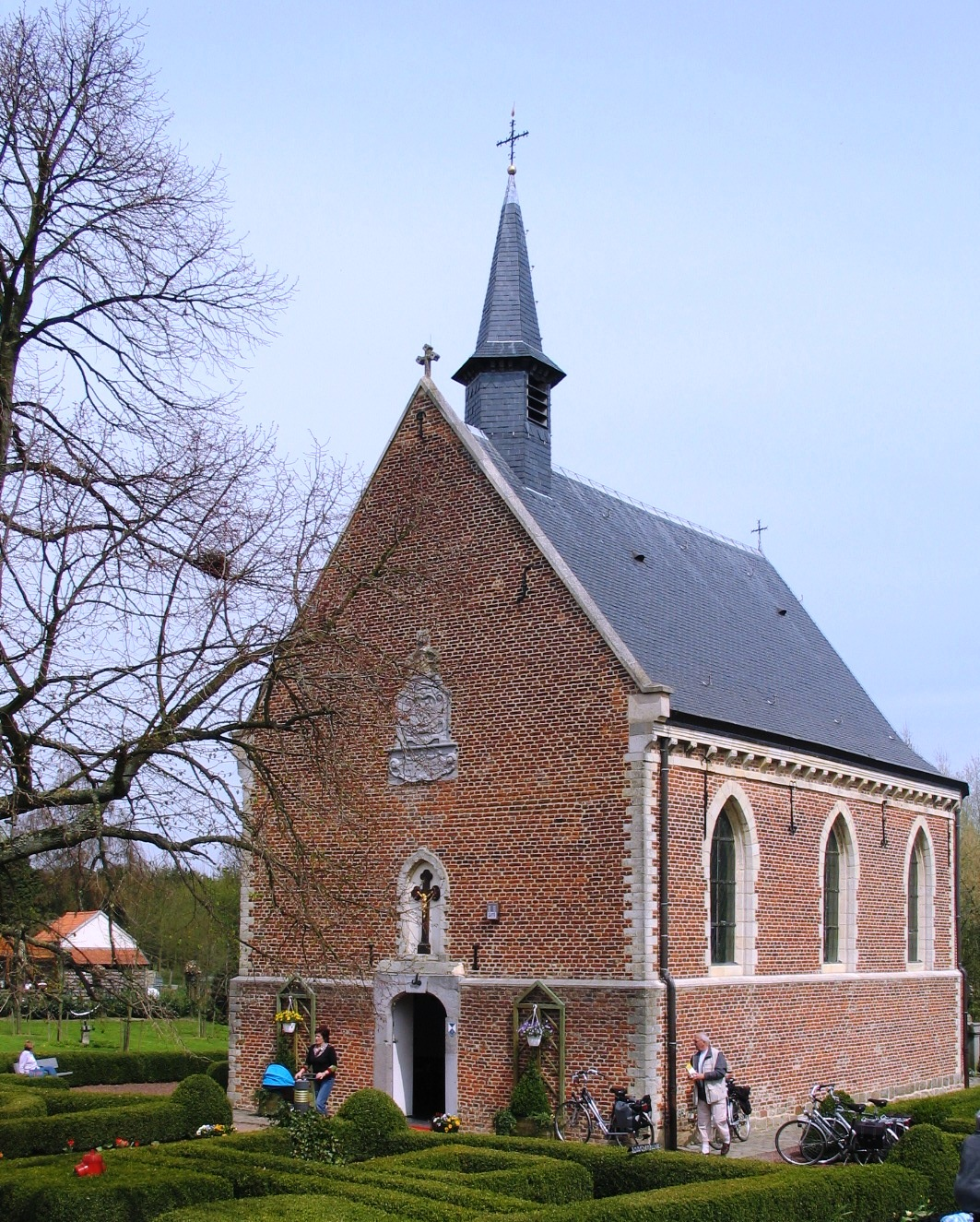
Kapel van Helshoven
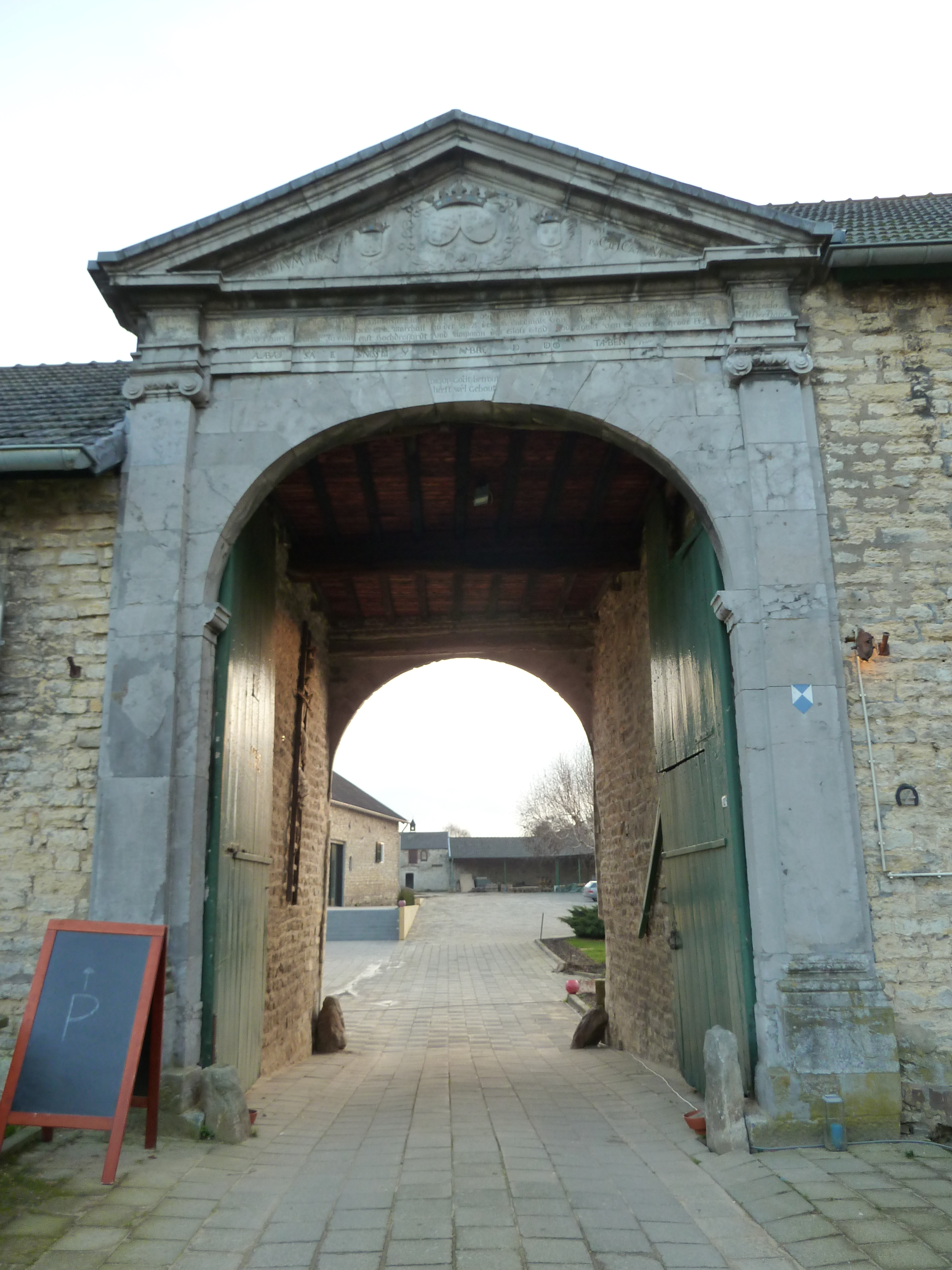
Toegangspoort Hoeve Overhuizen, Bocholtz
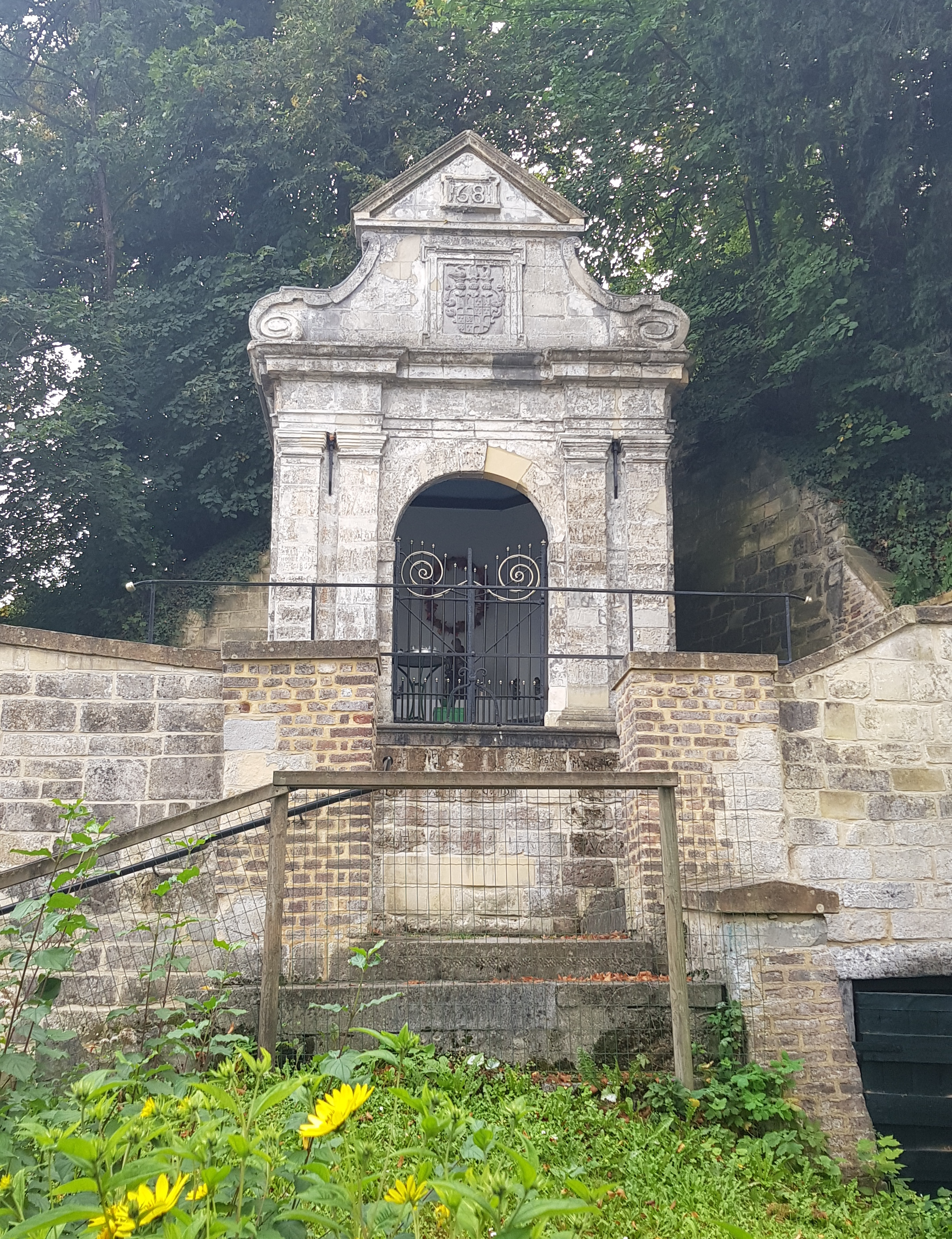
Sint-Antoniuskapel, Slavante, Sint-Pietersberg, Maastricht
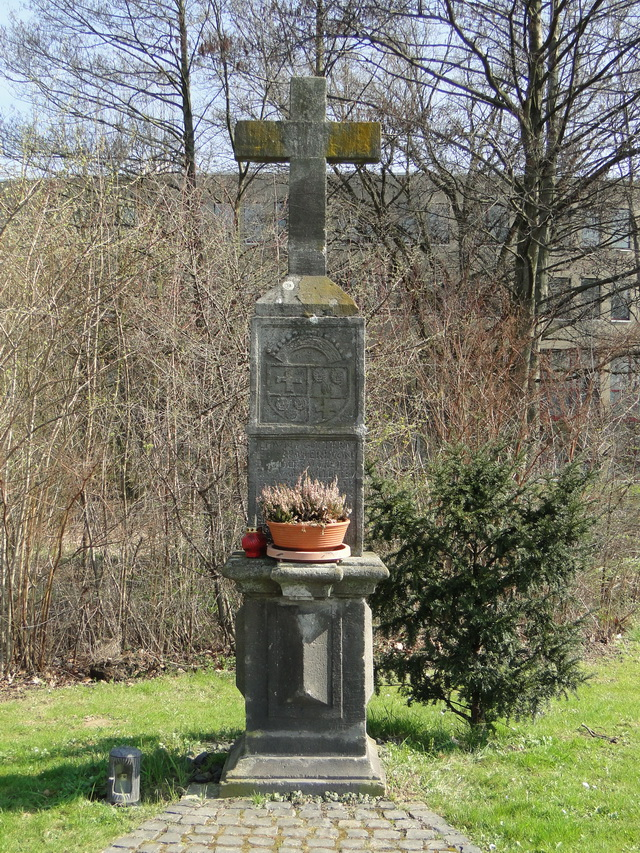
Wegkruis nabij Commanderij Ramersdorf, Bonn